# Apopterygion alta
Apopterygion alta är en fiskart som beskrevs av Kuiter, 1986. Apopterygion alta ingår i släktet Apopterygion och familjen Tripterygiidae. Inga underarter finns listade i Catalogue of Life.